# Эйхорния разнолистная
Эйхо́рния разноли́стная (лат. Eichhornia diversifolia) — травянистое водное растение рода Эйхорния семейства Понтедериевые.

## Описание
Эйхорния разнолистная представляет собой растущее в толще воды растение с длинным мясистым стеблем, на котором поочерёдно расположены удлинённые овальные листья без черешков светло-зелёного или ярко-зелёного цвета. Длина стеблей может достигать 40—50 сантиметров. В природе встречается в тропических районах Южной Америки.

## Культивирование
При содержании растения в аквариуме оптимальная температура составляет 20—26 °C, при её понижении рост значительно замедляется. Вода должна быть мягкой, не жёстче 6 немецких градусов, слабокислой (pH близок 7,0). Желательна периодическая подмена части воды. Мутная вода нежелательна, так как оседающая на листьях муть вредит растению. В подкормке минеральными удобрениями растение не нуждается. Освещение должно быть сильным, но рассеянным. При недостатке света растение вытягивается и становится бледным. Световой день должен составлять около 12 часов. Корневая система у эйхорнии слабо развита, поэтому грунт не имеет большого значения. Растению вполне хватает слоя мелкой гальки или крупного песка толщиной 3—5 сантиметров с небольшим количеством ила.
В аквариуме эйхорния разнолистная легко размножается вегетативно, черенками. Для этого от длинного стебля отрезают кусок, содержащий около десятка листьев, и нижнюю пару листьев заглубляют в грунт, где черенок укореняется. Верхушки, достигающие поверхности воды, следует прищипывать, так как растение не образует воздушных листьев.